# 阿纳托利·布戈尔斯基
阿纳托利·布戈尔斯基（或译阿纳托里·邦格里斯基，1942年6月25日—），是苏联物理学家，毕业于莫斯科工程物理学院，在位于普羅特維諾的苏联国家高能物理研究所工作。1978年，他在研究所工作中被粒子加速器射出的质子束击中了头部。

## 意外事件
布戈尔斯基在位于普羅特維諾的苏联国家高能物理研究所工作，负责其最大的粒子加速器——U-70。1978年7月13日，设备的安全系统出现问题，布戈尔斯基前去检查故障，他靠在设备上，头不慎卡在了质子束途经的通道中，突然间看见了一道「比一千个太阳还亮」的光，但并没有感到疼痛。

## 事发之后
被质子束击中之后，布戈尔斯基仍完成他的工作並回家，到隔天才就醫。幾天後半边脸肿得面目全非，並开始脱皮——接近光速穿过他头部的质子束烧伤了他的面部、头骨和部分脑组织。当时，医生认为他受到了严重过量的辐射，因此性命难保，但是布戈尔斯基不仅活了下来，还拿到了博士学位。虽然他的智力似乎并没有受到太大影响，但他在脑力劳动中很快会感到疲劳。布戈尔斯基的左耳除了持续的噪音外，已听不到任何声音，由于神经受损，他的左半边脸也完全瘫痪了。除了偶尔会癫痫发作以外，他尚能正常工作。
布戈尔斯基在事后继续从事科学工作，任物理实验的协调员，由于苏联在核物理研究方面有保密政策，他的此次事故被隐瞒了近十年。布戈尔斯基一年得去两次位于莫斯科的放射事故诊疗所接受体检，也会和其他放射事故的患者会面，后来几乎成了苏联和俄罗斯放射事故治疗的代言人。由於他的意外在歷史上僅此一例，加上蘇聯的法律未能及時修正，他無法得到醫療保險。1996年，他申请癫痫的免费医保未果，便接洽西方的相关研究人员寻求帮助，最终却碍于囊中羞涩不能成行。

## 家庭
- 妻子是维拉·尼古拉耶芙娜，两人育有一子。
- 彼得[2]，與维拉·尼古拉耶芙娜所生。

## 相关
- 质子疗法
- 費尼斯·蓋吉